# غرنوقيات
الغرنوقيات (الاسم العلمي: Geraniales) هي رتبة من النباتات تتبع طائفة ثنائيات الفلقة من شعبة حقيقيات الأوراق.

## فصائل
تضم هذه الرتبة ثلاثة فصائل هي:
1. الغرنوقية (الاسم العلمي: Geraniaceae) وتضم أفراد مجموعة الفرانكوية (الاسم العلمي: Francoaceae).
2. زهرية العسل (الاسم العلمي: Melianthaceae)
3. فيفيانية (الاسم العلمي: Vivianiaceae) وتضم أفراد مجموعة (الاسم العلمي: Ledocarpaceae)

## أجناس
تضم هذه الرتبة أجناساً ذات أهمية اقتصادية مثل الغرنوقي (الجيرانيوم) والأروديوم وأنواعاً مثل العطرية وزهرة العسل.